# Giải bóng đá Ngoại hạng Bosna và Hercegovina
Giải bóng đá Ngoại hạng Bosna và Hercegovina M:tel (tiếng Bosnia: Premijer liga Bosne i Hercegovine; tiếng Croatia: Premijer liga Bosne i Hercegovine; Kirin Serbia: Премијер лига Босне и Херцеговине), tên chính thức là Giải Wwin Bosna và Hercegovina vì mục đích tài trợ, là giải bóng đá hạng nhất tại Bosna và Hercegovina và do Hiệp hội bóng đá Bosna và Hercegovina điều hành. Là giải đấu bóng đá danh giá nhất của đất nước, giải đấu đã thay đổi thể thức vào mùa giải 2025–26 và có sự tham gia của 10 câu lạc bộ với hai đội cuối bảng xuống hạng vào cuối mỗi mùa giải.
Tính đến mùa giải 2020–21, có 4 câu lạc bộ đại diện giải đấu ở đấu trường châu Âu. Đội vô địch của Giải Ngoại hạng bắt đầu từ vòng loại thứ nhất UEFA Champions League. Đội vô địch của Cúp bóng đá Bosna và Hercegovina cũng như là đội á quân và đội đứng thứ ba trên bảng xếp hạng bắt đầu từ vòng loại thứ nhất của UEFA Europa League. Từ mùa giải 2021–22, đội á quân và đội đứng thứ ba trên bảng xếp hạng bắt đầu từ vòng loại thứ nhất của giải UEFA Europa Conference League mới được hình thành.
Ở cuối mùa giải, hai đội đứng cuối cùng xuống hạng trong khi đội vô địch của Giải bóng đá hạng nhất quốc gia Bosna và Hercegovina và Giải bóng đá hạng nhất quốc gia Cộng hòa Srpska thăng hạng lên Giải bóng đá Ngoại hạng Bosna và Hercegovina.

## Danh sách các nhà vô địch

#### First League (1994–2000)
| 0Đội vô địch cũng giành được Cúp Bosna, tức là Cú đúp quốc gia.0 |

| Mùa giải  | Vô địch (lần)   | Á quân               | Hạng ba           | HLV vô địch           |
| --------- | --------------- | -------------------- | ----------------- | --------------------- |
| 1994–95   | Čelik (1)       | Sarajevo (1)         | Bosna Visoko (1)  | Nermin Hadžiahmetović |
| 1995–96   | Čelik (2)       | Radnički Lukavac (1) | Sloboda Tuzla (1) | Nermin Hadžiahmetović |
| 1996–97   | Čelik (3)       | Sarajevo (2)         | Bosna Visoko (2)  | Kemal Hafizović       |
| 1997–98   | Željezničar (1) | Sarajevo (3)         | —                 | Enver Hadžiabdić      |
| 1998–99   | Sarajevo (1)    | Bosna Visoko (1)     | Rudar Kakanj (1)  | Nermin Hadžiahmetović |
| 1999–2000 | Brotnjo (1)     | Budućnost (1)        | —                 | Ivo Ištuk             |

### Premier League (2000–nay)
| Mùa giải | Vô địch (lần)     | Á quân            | Hạng ba           | HLV vô địch        |
| -------- | ----------------- | ----------------- | ----------------- | ------------------ |
| 2000–01  | Željezničar (2)   | Brotnjo (1)       | Sarajevo (1)      | Amar Osim          |
| 2001–02  | Željezničar (3)   | Široki Brijeg (1) | Brotnjo (1)       | Amar Osim          |
| 2002–03  | Leotar (1)        | Željezničar (1)   | Sarajevo (2)      | Milan Jovin        |
| 2003–04  | Široki Brijeg (1) | Željezničar (2)   | Sarajevo (3)      | Ivo Ištuk          |
| 2004–05  | Zrinjski (1)      | Željezničar (3)   | Široki Brijeg (1) | Franjo Džidić      |
| 2005–06  | Široki Brijeg (2) | Sarajevo (4)      | Zrinjski (1)      | Ivica Barbarić     |
| 2006–07  | Sarajevo (2)      | Zrinjski (1)      | Slavija (1)       | Husref Musemić     |
| 2007–08  | Modriča (1)       | Široki Brijeg (2) | Čelik (1)         | Slaviša Božičić    |
| 2008–09  | Zrinjski (2)      | Slavija (1)       | Sloboda Tuzla (1) | Dragan Jović       |
| 2009–10  | Željezničar (4)   | Široki Brijeg (3) | Borac (1)         | Amar Osim          |
| 2010–11  | Borac (1)         | Sarajevo (5)      | Željezničar (1)   | Vlado Jagodić      |
| 2011–12  | Željezničar (5)   | Široki Brijeg (4) | Borac (2)         | Amar Osim          |
| 2012–13  | Željezničar (6)   | Sarajevo (6)      | Borac (3)         | Amar Osim          |
| 2013–14  | Zrinjski (3)      | Široki Brijeg (5) | Sarajevo (3)      | Branko Karačić     |
| 2014–15  | Sarajevo (3)      | Željezničar (4)   | Zrinjski (2)      | Dženan Uščuplić    |
| 2015–16  | Zrinjski (4)      | Sloboda Tuzla (1) | Široki Brijeg (2) | Vinko Marinović    |
| 2016–17  | Zrinjski (5)      | Željezničar (5)   | Sarajevo (4)      | Blaž Slišković     |
| 2017–18  | Zrinjski (6)      | Željezničar (6)   | Sarajevo (5)      | Blaž Slišković     |
| 2018–19  | Sarajevo (4)      | Zrinjski (2)      | Široki Brijeg (3) | Husref Musemić     |
| 2019–20  | Sarajevo (5)      | Željezničar (7)   | Zrinjski (3)      | Vinko Marinović    |
| 2020–21  | Borac (2)         | Sarajevo (7)      | Velež (1)         | Marko Maksimović   |
| 2021–22  | Zrinjski (7)      | Tuzla City (1)    | Borac (4)         | Sergej Jakirović   |
| 2022–23  | Zrinjski (8)      | Borac (1)         | Željezničar (2)   | Krunoslav Rendulić |
| 2023–24  | Borac (3)         | Zrinjski (3)      | Velež (2)         | Vinko Marinović    |
| 2024–25  | Zrinjski (9)      | Borac (2)         | Sarajevo (6)      | Mario Ivanković    |

## Thống kê

### Theo câu lạc bộ
Các đội được in đậm đang thi đấu tại Giải Ngoại hạng mùa giải 2025–26.
| Hạng | Đội           | Vô địch | Á quân | Mùa giải vô địch                                                                |
| ---- | ------------- | ------- | ------ | ------------------------------------------------------------------------------- |
| 1    | Zrinjski      | 9       | 3      | 2004–05, 2008–09, 2013–14, 2015–16, 2016–17, 2017–18, 2021–22, 2022–23, 2024–25 |
| 2    | Željezničar   | 6       | 7      | 1997–98, 2000–01, 2001–02, 2009–10, 2011–12, 2012–13                            |
| 3    | Sarajevo      | 5       | 7      | 1998–99, 2006–07, 2014–15, 2018–19, 2019–20                                     |
| 4    | Borac         | 3       | 2      | 2010–11, 2020–21, 2023–24                                                       |
| 4    | Čelik         | 3       | 0      | 1994–95, 1995–96, 1996–97                                                       |
| 6    | Široki Brijeg | 2       | 5      | 2003–04, 2005–06                                                                |
| 7    | Brotnjo       | 1       | 1      | 1999–2000                                                                       |
| 7    | Modriča       | 1       | 0      | 2007–08                                                                         |
| 7    | Leotar        | 1       | 0      | 2002–03                                                                         |